# Gonzalo Sosa
Gonzalo Ariel Sosa (Santa Fe, Argentina; 4 de enero de 1989) es un futbolista y radiólogo argentino. Juega como delantero y su equipo actual es Ñublense de la Primera División de Chile.

## Trayectoria
Producto de las divisiones inferiores de Unión de Santa Fe, hizo su debut profesional en Atlanta, para luego continuar su carrera en diferentes equipos del ascenso argentino. En 2017, tiene su primer experiencia en el extranjero, siendo fichado por Magallanes de la Primera B chilena. En 2019, se unió a las filas de Deportes Melipilla de la misma divisional, donde se consagró como goleador de la división y pieza importante en la campaña que terminó con el ascenso de Melipilla a la Primera División en la Temporada 2020.
Tras una campaña destacada en la individual, consagrándose como goleador de la Primera División chilena, en diciembre de 2021 se anuncia su traspaso a Mazatlan Futbol Club de la Liga MX.
Luego de una temporada en Mazatlán, en diciembre de 2022 se anuncia su salida del equipo. En enero de 2023 regresa al fútbol chileno, siendo presentado como nuevo jugador de Audax Italiano.
En enero de 2024, se anuncia su fichajes por Palestino de la Primera División chilena. En diciembre de 2024 es Ñublense quien se hace con sus servicios con vistas a la temporada 2025.

## Estadísticas
- Actualizado al último partido disputado el 6 de octubre de 2024.

| Club | Div.                | Temporada           | Liga  | Liga  | Copas(1) | Copas(1) | Torneos internacionales(2) | Torneos internacionales(2) | Total(3) | Total(3) |
| Club | Div.                | Temporada           | Part. | Goles | Part.    | Goles    | Part.                      | Goles                      | Part.    | Goles    |
| --- | ------------------- | ------------------- | ----- | ----- | -------- | -------- | -------------------------- | -------------------------- | -------- | -------- |
| Atlanta Argentina | 2.ª                 | 2009-10             | 2     | 0     | —        | —        | —                          | —                          | 2        | 0        |
| Atlanta Argentina | 2.ª                 | 2010-11             | 3     | 0     | —        | —        | —                          | —                          | 3        | 0        |
| Atlanta Argentina | Total club          | Total club          | 5     | 0     | 0        | 0        | 0                          | 0                          | 5        | 0        |
| Barracas Central Argentina | 2.ª                 | 2011-12             | 16    | 1     | 2        | 0        | —                          | —                          | 18       | 1        |
| Barracas Central Argentina | Total club          | Total club          | 16    | 1     | 2        | 0        | 0                          | 0                          | 18       | 1        |
| Colegiales Argentina | 2.ª                 | 2012-13             | 11    | 2     | 0        | 0        | —                          | —                          | 11       | 2        |
| Colegiales Argentina | 2.ª                 | 2013-14             | 20    | 2     | 1        | 1        | —                          | —                          | 21       | 3        |
| Colegiales Argentina | Total club          | Total club          | 31    | 4     | 1        | 1        | 0                          | 0                          | 32       | 5        |
| Gimnasia y Esgrima Argentina | 3.ª                 | 2015                | 29    | 10    | 0        | 0        | —                          | —                          | 29       | 10       |
| Guaraní Antonio Franco Argentina | 3.ª                 | 2016                | 8     | 1     | 0        | 0        | —                          | —                          | 8        | 1        |
| Guaraní Antonio Franco Argentina | Total club          | Total club          | 8     | 1     | 0        | 0        | 0                          | 0                          | 8        | 1        |
| Gimnasia y Esgrima Argentina | 3.ª                 | 2016-17             | 25    | 13    | 0        | 0        | —                          | —                          | 25       | 13       |
| Gimnasia y Esgrima Argentina | Total club          | Total club          | 54    | 23    | 0        | 0        | 0                          | 0                          | 54       | 23       |
| Magallanes · Chile | 2.ª                 | 2017                | 15    | 5     | 0        | 0        | —                          | —                          | 15       | 5        |
| Magallanes · Chile | 2.ª                 | 2018                | 25    | 10    | 3        | 1        | —                          | —                          | 28       | 11       |
| Magallanes · Chile | Total club          | Total club          | 40    | 15    | 3        | 1        | 0                          | 0                          | 43       | 16       |
| Deportes Melipilla · Chile | 2.ª                 | 2019                | 23    | 12    | 3        | 1        | —                          | —                          | 26       | 13       |
| Deportes Melipilla · Chile | 2.ª                 | 2020                | 33    | 17    | 0        | 0        | —                          | —                          | 33       | 17       |
| Deportes Melipilla · Chile | 1.ª                 | 2021                | 28    | 23    | 2        | 0        | —                          | —                          | 30       | 23       |
| Deportes Melipilla · Chile | Total club          | Total club          | 84    | 52    | 5        | 1        | 0                          | 0                          | 89       | 53       |
| Mazatlán · México | 1ª                  | 2021                | 15    | 4     | 0        | 0        | —                          | —                          | 15       | 4        |
| Mazatlán · México | 1ª                  | 2022-23             | 14    | 1     | 0        | 0        | —                          | —                          | 14       | 1        |
| Mazatlán · México | Total club          | Total club          | 29    | 5     | 0        | 0        | 0                          | 0                          | 29       | 5        |
| Audax Italiano · Chile | 1.ª                 | 2023                | 26    | 10    | 3        | 1        | 9                          | 4                          | 38       | 15       |
| Audax Italiano · Chile | Total club          | Total club          | 26    | 10    | 3        | 1        | 9                          | 4                          | 38       | 15       |
| Palestino · Chile | 1.ª                 | 2024                | 22    | 8     | 3        | 0        | 8                          | 3                          | 33       | 11       |
| Palestino · Chile | Total club          | Total club          | 22    | 8     | 3        | 0        | 8                          | 3                          | 33       | 11       |
| Total en su carrera | Total en su carrera | Total en su carrera | 315   | 119   | 17       | 4        | 17                         | 7                          | 349      | 130      |
| (1) Incluye datos de Copa Chile.(2) Incluye datos de Copa Sudamericana y Copa Libertadores.(3) No incluye goles en partidos amistosos. |                     |                     |       |       |          |          |                            |                            |          |          |

## Palmarés

### Títulos nacionales
| Título                  | Equipo            | País      | Año  |
| ----------------------- | ----------------- | --------- | ---- |
| Primera B Metropolitana | Atlanta           | Argentina | 2011 |
| Primera C               | Sportivo Italiano | Argentina | 2014 |

### Distinciones individuales
| Distinción                                                 | Año  |
| ---------------------------------------------------------- | ---- |
| Máximo goleador de la Primera B de Chile (20 goles)        | 2020 |
| Máximo goleador de la Primera División de Chile (23 goles) | 2021 |